# Lomas (commune)
Pour les articles homonymes, voir Lomas.
Lomas (parfois appelée Lomas de Campos) est une commune d'Espagne de la province de Palencia dans la communauté autonome de Castille-et-León. Elle est située dans la comarque naturelle de Tierra de Campos.